# Open Windows
Open Windows è un film del 2014 diretto da Nacho Vigalondo.
La pellicola, su soggetto dello stesso regista, che ne è anche cosceneggiatore e protagonista con Elijah Wood e Sasha Grey, ha la particolarità di essere tutta ambientata in screencast, cioè su schermi di pc, webcam o videocamere, per la prima volta nella storia del cinema.

## Trama
Jill Goddard è un'attrice di successo e sta presentando il suo nuovo film davanti ad un gran numero di fan presenti in sala e collegati all'evento via streaming. Dall'altra parte dello schermo Nick Chambers, dalla sua camera d'albergo, segue l'evento con interesse ed è intento ad immortalare Jill in alcuni screenshot destinati ad essere pubblicati sul suo sito. Nick è infatti l'amministratore di uno dei principali siti fan dell'attrice e proprio questa sera potrà incontrarla di persona perché ha vinto una cena con lei attraverso un concorso online. Nick riceve una videochiamata da un certo Chord, che si presenta come amministratore del sito ufficiale dell'attrice, e apprende che Jill ha deciso di annullare la cena di quella sera senza un motivo apparente. Chord poco dopo dimostra di non essere quello che aveva detto bensì un abile hacker che riesce a collegarsi, non solo alle telecamere di sicurezza dell'evento di presentazione del film,  ma anche a quella del telefono e del portatile di Jill. Nick, da prima interessato alle riprese, casca facilmente nell'intricata trappola dell'hacker che lo manipola e lo usa per portare a termine il suo elaborato piano.

## Produzione
Si tratta del primo film del regista spagnolo girato in lingua inglese.
Le riprese del film si svolgono a Madrid nelle ultime settimane dell'ottobre 2012, e negli Stati Uniti d'America, ad Austin.

## Distribuzione
Il primo trailer del film viene diffuso il 13 settembre 2013.
La pellicola viene presentata il 10 marzo 2014 al South by Southwest.
Il film resta senza una distribuzione fino all'estate 2014, quando viene diffuso un nuovo trailer e fissata l'uscita cinematografica ed in simultanea video on demand per il mercato statunitense al 29 settembre 2014.
È stato proiettato in anteprima italiana al Science Plus Fiction di Trieste il 30 ottobre 2014, come già avvenuto per i due lungometraggi precedenti del regista. Era presente all'anteprima l'attrice Sasha Grey.

## Riconoscimenti
- 2014 - Bucheon International Fantastic Film Festival
  - Candidatura a Miglior regista per Nacho Vigalondo